# Samtgemeinde Beverstedt
La comunità amministrativa di Beverstedt (Samtgemeinde Beverstedt) si trovava nel circondario di Cuxhaven nella Bassa Sassonia, in Germania. Il 1º novembre 2011 il suo territorio è stato assorbito dal comune di Beverstedt.

## Suddivisione
Comprende 9 comuni:
1. Appeln
2. Beverstedt (comune mercato)
3. Bokel
4. Frelsdorf
5. Heerstedt
6. Hollen
7. Kirchwistedt
8. Lunestedt
9. Stubben

Il capoluogo è Beverstedt.